# Beleg van IJsselstein (1297-98)

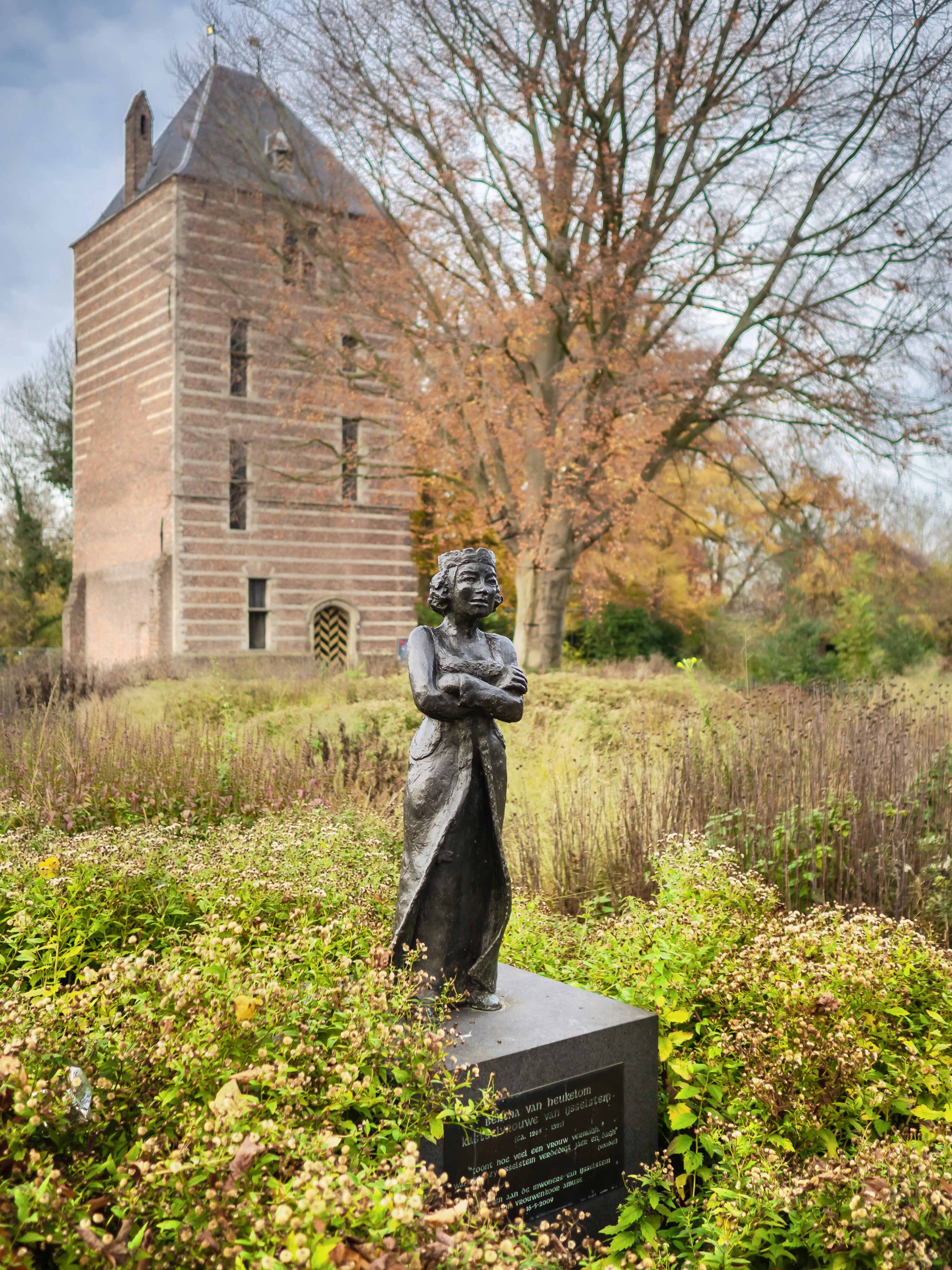
standbeeld van Bertha van Heukelom met in de achtergrond de overgebleven toren van het kasteel van IJsselstein.

Het Beleg van IJsselstein vond plaats in het najaar van 1297 tot het voorjaar van 1298, in de nasleep van de moord op Floris V van Holland. IJsselstein was nog geen stad en het beleg concentreerde zich merendeels op het kasteel, waar een kleine bezetting onder leiding van Bertha van Heukelom zich verzette tegen overgave. Het voorval werd in de 19e eeuw onder meer benoemd tot een van de grootste gebeurtenissen in de Nederlandse geschiedenis.

## Verloop
Na de moord op Floris V van Holland werd het Graafschap Holland bedreigd door Vlaanderen, dat al pogingen ondernam het Graafschap Zeeland te bemachtigen. Ook het Sticht Utrecht dreigde Holland stukken grond te ontnemen. Wolfert van Borselen had het bestuur van Holland op zich genomen. Ook nam hij de kind-graaf Jan van Holland onder zijn hoede. Wolfert besloot om alle kastelen grenzend aan het Sticht in zijn macht te krijgen, dit lukte met het slot Ameide onder Dirk van Herlear, maar Gijsbrecht van IJsselstein weigerde totaal om op dit bevel in te gaan, hij was immers maarschalk van het Sticht en trouw aan de bisschop van Utrecht. Ook werd wel verondersteld dat Gijsbrecht betrokken was bij de moord op Floris V, vanwege zijn banden met de familie Van Amstel; daarom werd er mogelijk een aanval op IJsselstein ondernomen.
Wolfert besloot tot geweld over te gaan en stuurde zijn vertrouweling Hubert van Beusichem op Gijsbrecht van IJsselstein af. Hij wist Gijsbrecht gevangen te nemen en nam hem mee naar Kasteel Culemborg. Kasteel IJsselstein gaf zich echter niet over en Gijsbrechts vrouw Bertha of Baerta van Heukelom wist een trouwe knecht over te halen om een van de zoons van Hubert van Beusichem te ontvoeren en als gijzelaar terug te brengen naar haar kasteel. Van Borselen besloot IJsselstein te belegeren en plantte zijn banieren en tenten voor het slot. Het kasteel doorstond diverse bestormingen en aanvallen, met blijde en katapulten werd geprobeerd bressen in de muren te slaan, maar deze werden snel weer gestut met hooi, hout, puin of wat voor handen was. Er werd vervolgens weer onderhandeld door Wolfert, maar Bertha eiste haar man te zien en te spreken. Dit stond Wolfert niet toe en hij besloot dat de inzittenden van het slot maar moesten verhongeren.
Het beleg zou bijna één jaar hebben geduurd, Wolfert zou het beleg op het kasteel aan zijn vertrouweling Aloud van Ierseke, Baljuw van Dordrecht hebben overgelaten. Uiteindelijk gaven Bertha en haar volgelingen, sterk vermagerd door voedseltekort, zich over. Van de circa 30 krijgsmannen zouden 17 nog in leven zijn, de rest was gedood of verhongerd. De overgave was op voorwaarde dat haar mannen een vrije aftocht kregen. Aloud, mogelijk ingefluisterd door Van Borselen, besloot dat slechts de helft een vrije aftocht kreeg. Bertha ging over tot capitulatie en opende de kasteelpoort. Hubrecht van Beusichem, die tijdens het beleg aanwezig was gebleven, stormde naar binnen en omarmde zijn ongedeerd gebleven zoon. De dader van zijn zoons ontvoering liet hij radbraken. De rest van de manschappen moesten loten of dobbelen voor het behoud van hun levens.

### Dobbelen
Of het dobbelen in Dordrecht of op het kasteelterrein gebeurde blijft onduidelijk. Aloud van Ierseke zat op zijn richtstoel tijdens de ceremonie, waarbij het om zestien krijgsmannen ging die voor leven of dood moesten dobbelen. Zij moesten kiezen uit acht balletjes met een verborgen Hollandse penning en acht met een Leuvense penning. De Leuvense penning betekende de dood en de Hollandse penning gevangenschap. Melis Stoke spreekt dat de mannen beefden van angst met het vooruitzicht dat ze publiekelijk werden opgehangen.
Dedalo Carruso vermeldt dat de voltallige bezetting van 30 man moest dobbelen: 
Om tot een overgave te komen werd besloten door Aloud van Ierseke, in samenspaak met Bertha van Heukelom, dat de 30 IJsselsteinse krijsmannen moesten dobbelen voor hun levens, er werden in vijftien gesloten ronde ampullen Hollandse penningen gedaan en in vijftien ampullen Leuvense penningen. Wie de Leuvense penning trok werd onthoofd en wie de Hollandse penning trok werd in gevangenschap afgevoerd naar Dordrecht

## Nasleep en huidige situatie
Over het lot van de acht gevangenen is niets bekend, sommige bronnen beweren dat ze later alsnog gedood werden.
Nadat IJsselstein alsook de gronden van Woerden en Benschop aan Wolfert van Borselen waren toegekomen, schonk hij het als bruidsschat aan zijn vrouw Catharina van Durbuy. Echter na 21 mei 1300 werden de genoemde gronden toegekend aan de nieuwe bisschop Guy of Gwijde van Avesnes. Het duurde nog lang voordat Gijsbrecht van IJsselstein weer op vrije voeten was: hij wordt rond 11 augustus 1305 genoemd onder de ridders aan het hof van Holland. Pas na een huwelijk van zijn zoon Arnoud met de bastaard dochter van Gwijde van Avesnes kwam hij weer in het bezit van IJsselstein.
Wat tegenwoordig nog resteert van het imposante kasteel is de toren. Deze is in handen van Monumentenbezit en is geopend voor publiek als onderdeel van het Museum IJsselstein.

## Wetenswaardigheden
Het beleg van kasteel IJsselstein speelt een belangrijke rol in de jeugdroman Fulco de minstreel van C. Joh. Kieviet uit 1892. Gijsbrechts conflicterende trouw naar twee leenheren, de kinderroof en de radbraking van de dader, het beleg zelf, en de loting, zijn in het boek verwerkt, hoewel met een dosis romantiek en artistieke vrijheid, en een happy end.